# Патриотический единый фронт китайского народа
Патриоти́ческий еди́ный фронт кита́йского наро́да, или сокращённо Еди́ный фронт — политическое объединение КНР, номинально являющееся народным фронтом и возглавляемое Коммунистической партией Китая. Единым фронтом управляет Рабочий отдел Единого фронта (кит. 中共中央统战部) Центрального комитета КПК и, помимо КПК, включает восемь малых политических партий и Всекитайскую федерацию промышленности и коммерции. Отдел Народного фронта ЦК КПК возглавляет Ши Тайфэн.
Единый фронт, вместе с другими общественными организациями (профсоюзами, женскими и молодёжными организациями и т. п.), представлен в Народном политическом консультативном совете Китая.
Единый фронт не имеет реальной независимости от КПК, он играет лишь символическую роль, и его лидеры либо назначаются Коммунистической партией Китая, либо сами являются членами КПК.

## Состав Единого фронта
- Коммунистическая партия Китая

Малые партии
- Революционный комитет Гоминьдана
- Демократическая лига Китая
- Ассоциация демократического национального строительства Китая[англ.]
- Ассоциация содействия развитию демократии Китая[англ.]
- Рабоче-крестьянская демократическая партия Китая
- Китайская партия стремления к справедливости
- «Общество 3 сентября»
- Лига демократической автономии Тайваня

Общественные организации
- Всекитайская федерация промышленности и коммерции